# Včelák český
Včelák český (Tachysphex bohemicus) je zástupce jedovatého blanokřídlého hmyzu z čeledi kutilkovitých.
Byl objeven jako nový druh v roce 2016.